# Pendolino

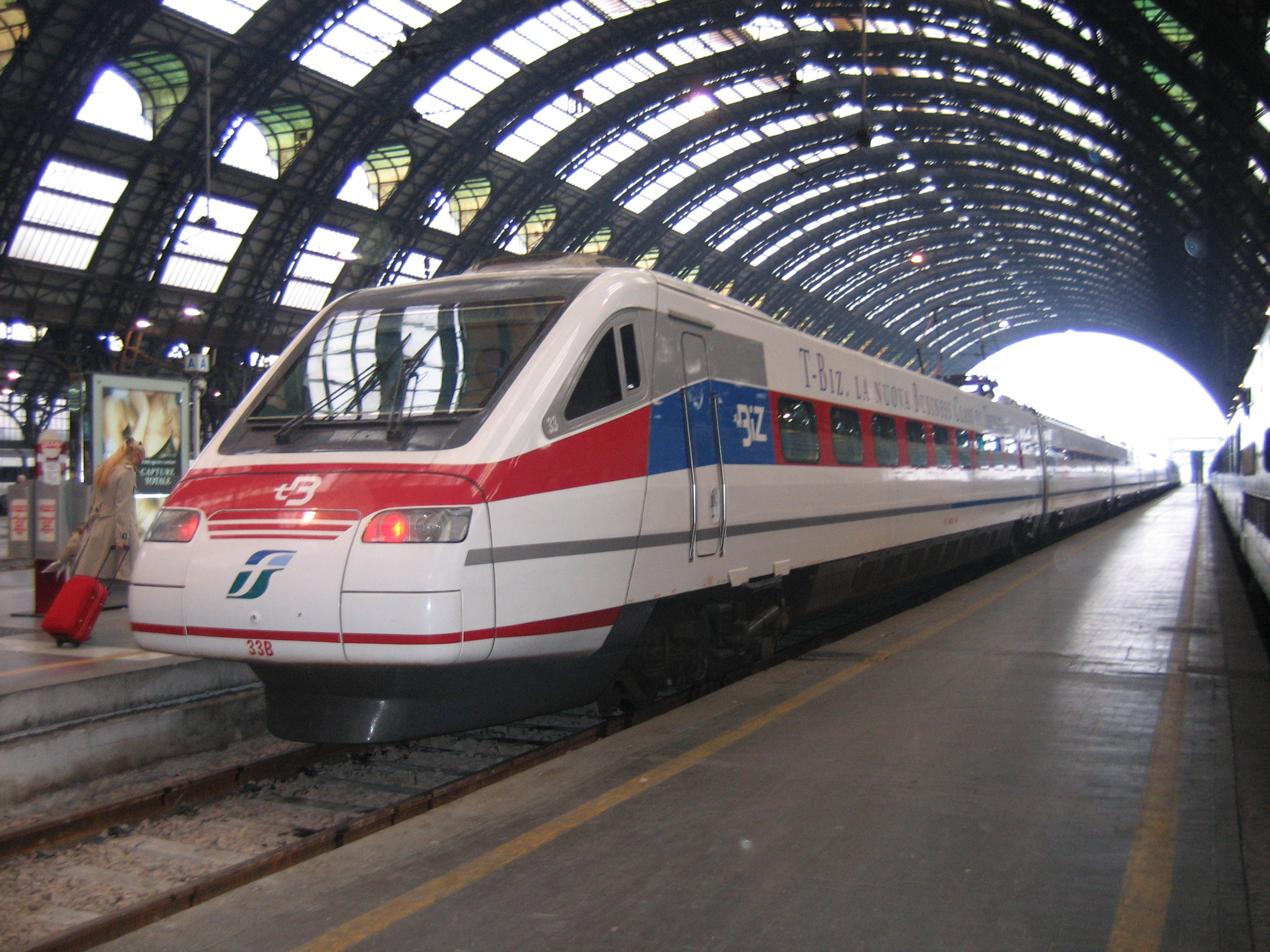
ETR 480 en la estación Milano Centrale.

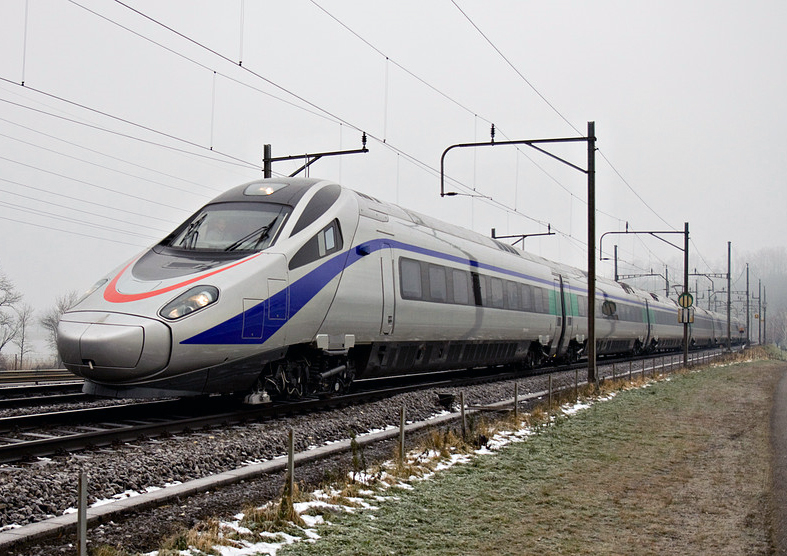
ETR 610 Eurocity-Cisalpino

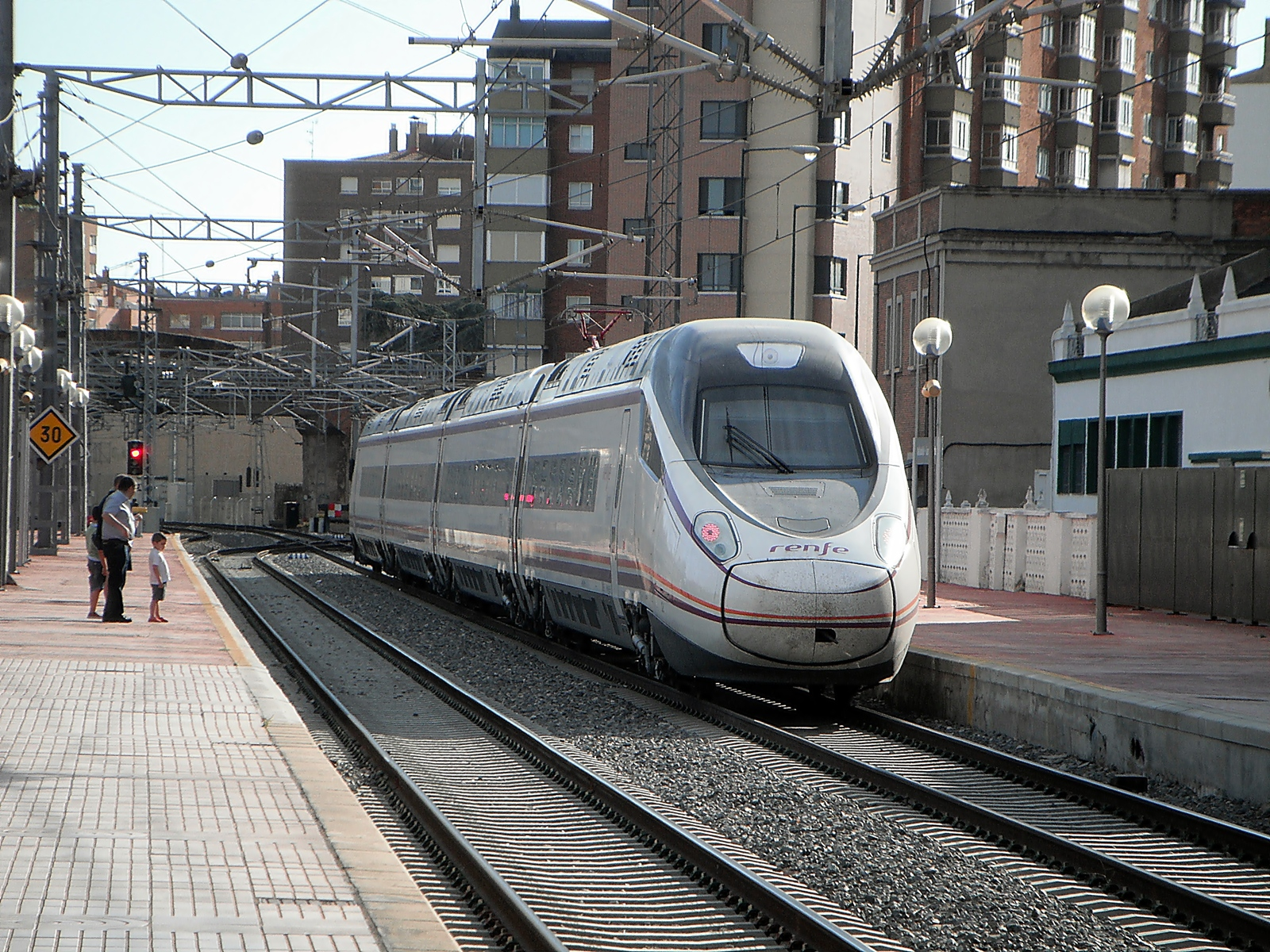
Renfe S114 Avant.

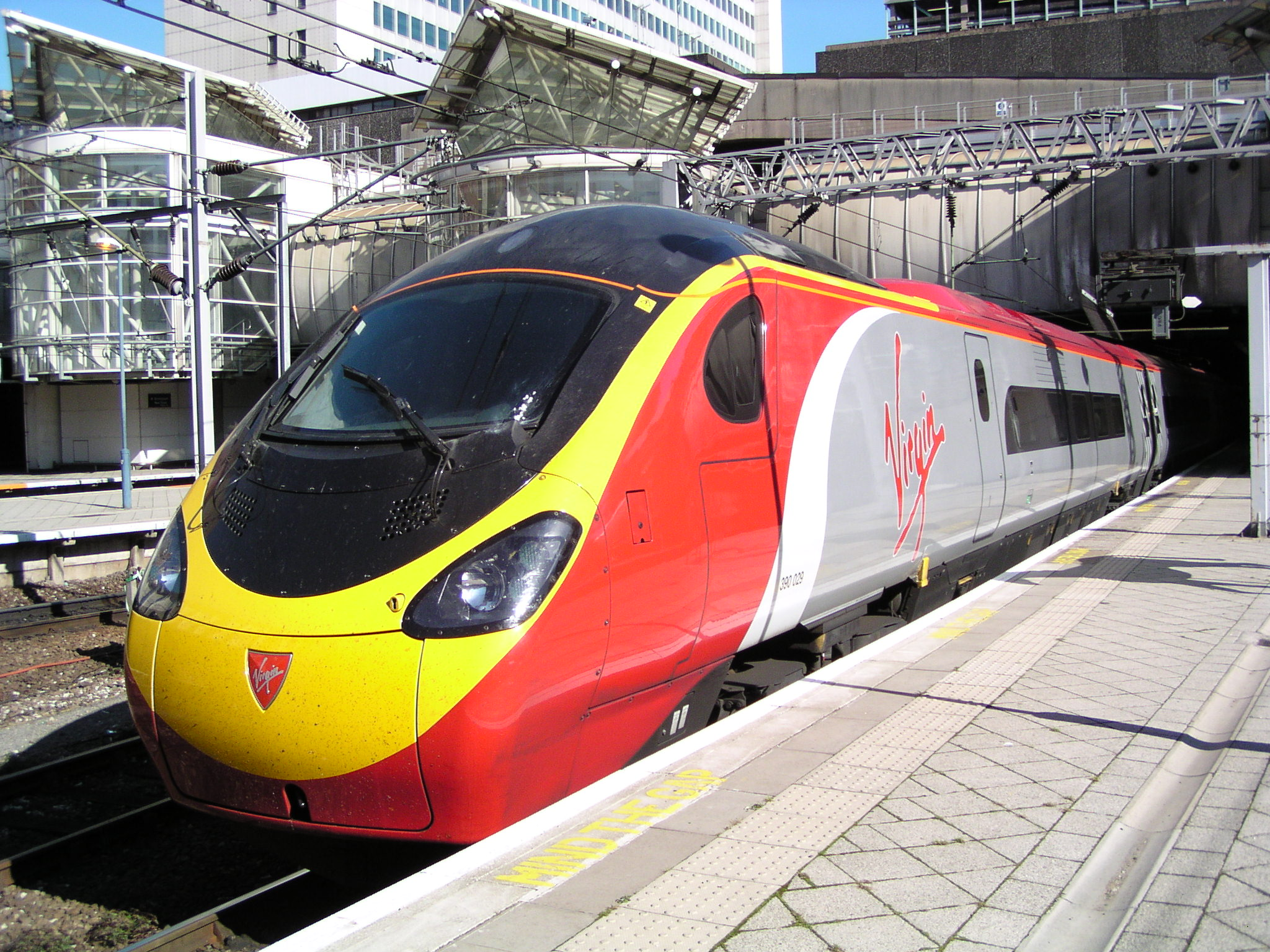
Pendolino Modelo 390 de Virgin Trains circulando en el Reino Unido.

Pendolino (en italiano significa "pendulito") es el nombre de una familia de trenes de alta velocidad. Los Pendolino han sido desarrollados por la firma Fiat Ferroviaria (actualmente Alstom) de Savigliano.
Se los denomina así por el funcionamiento “basculante” o pendular que permite a los trenes inclinarse en las curvas hacia el lado interno de las mismas, con lo que se limita la fuerza centrífuga hacia el lado contrario (el de afuera), disminuyendo también la posibilidad de descarrilar inclusive con una velocidad mayor. La inclinación máxima de 8 grados (10 grados en los ETR 401) permite desarrollar velocidades superiores hasta un 30% respecto de los trenes que no poseen este sistema, compensando la aceleración centrífuga 1,35 m/s².
El nombre Pendolino es una marca registrada e identifica a todos los trenes basculantes fabricados por Fiat Ferroviaria.
Los Pendolino circulan en Italia con las siglas ETR 401 (con colores blanco y verde), ETR 450, ETR 460 y ETR 480 (con colores blanco y rojo), y ETR 470 (con colores blanco y azul). Estos últimos utilizados por la sociedad Cisalpino.
Fueron pensados para aumentar la velocidad máxima en trazados ferroviarios más o menos tortuosos sin necesidad de modificar la geometría de las vías. Los ETR 480 serán progresivamente dotados de equipos eléctricos politensión (25 kV, 50 Hz) para poder utilizar las nuevas líneas de alta velocidad italianas.
Es raro ver actualmente en Italia trenes Pendolino (excepto los ejemplares de la serie 470/480) con el sistema basculante funcionando a causa del costo y de la dificultad de mantenimiento de los giróscopos.
A partir de la construcción en Italia de nuevas líneas de alta velocidad la nueva generación de trenes de alta velocidad (ETR 500) no son basculantes.
La mayor parte de los trenes Pendolino y los ETR 500 efectúan los servicios que comercialmente se denominan Eurostar Italia.
Actualmente circulan trenes Pendolino en Alemania, Suiza, Finlandia, Italia, España (trenes Alaris S/490 y Avant S/104 y S-114), Inglaterra, Portugal, República Checa, Polonia y Eslovenia. Además se encuentra en fase de preparación una versión para China.

## Historia
Los Pendolino nacen a fines de la década de 1960 a partir de la experiencia adquirida con un sistema de asientos oscilantes desarrollados por Ale668.
A comienzo de la década de 1970, en toda Europa se buscaba aumentar la velocidad de los trenes con el principio de la “basculación”, para optimizar las fuerzas en juego sobre los trenes en las curvas.
El primer vehículo basculante en funcionamiento fue el prototipo ETR Y 0160, que salió de la fábrica de Fiat en 1969.
El proyecto fue evolucionando hasta llegar al ETR 401, que fue el primer Pendolino operativo. Ordenado en 1974 y del cual se construyó un solo ejemplar en 1975. Inicialmente fue puesto en servicio en la línea Roma-Ancona y posteriormente en la línea Roma-Ancona-Rímini.
En el momento de puesta en servicio del ETR 401 existía también un proyecto inglés llamado Advanced Passenger Train, pero que recién se hallaba en la fase de prototipo.
Evoluciones posteriores derivaron en el ETR 450, que entró en servicio en la línea Milán-Roma en 1988, logrando realizar el recorrido total en menos de 4 horas.
Entre 1988 y 1995 (años de entrada en servicio de los Pendolino de nueva generación), la flota de ETR 450 recorrió 26 millones de km.
En 1994 el proyecto Pendolino comenzó un importante programa de modernización tecnológica y rediseño exterior. El resultado fue considerado la “Tercera Generación”. Dicha generación la conforman los ETR 460, de la cual se construyeron 7 formaciones para Trenitalia homologados para circular a 250 km/h y 3 formaciones para Trenitalia-SNCF homologados para circular a 200 km/h y destinados a servicios “Intercity”.
En 1996, a pedido de la sociedad italo-suiza Cisalpino se realiza una nueva modernización que lleva a la construcción de 9 formaciones de 9 coches cada una denominadas ETR 470, especiales para servicios de montaña entre el norte de Italia y Suiza. Inmediatamente se fabricaron los ETR 480 para Trenitalia. Actualmente los ETR 460 y los ETR 480 se encuentran en proceso de transformación (básicamente se harán modificaciones en la parte eléctrica) y se unificarán bajo la denominación ETR 485.
En el año 2000 Fiat Ferroviaria fue adquirida por Alstom por 300 millones de euros. En ese momento Fiat Ferroviaria tenía contratos de más de 900 millones de euros, en gran parte vinculados a Pendolinos.

## Diseño básico

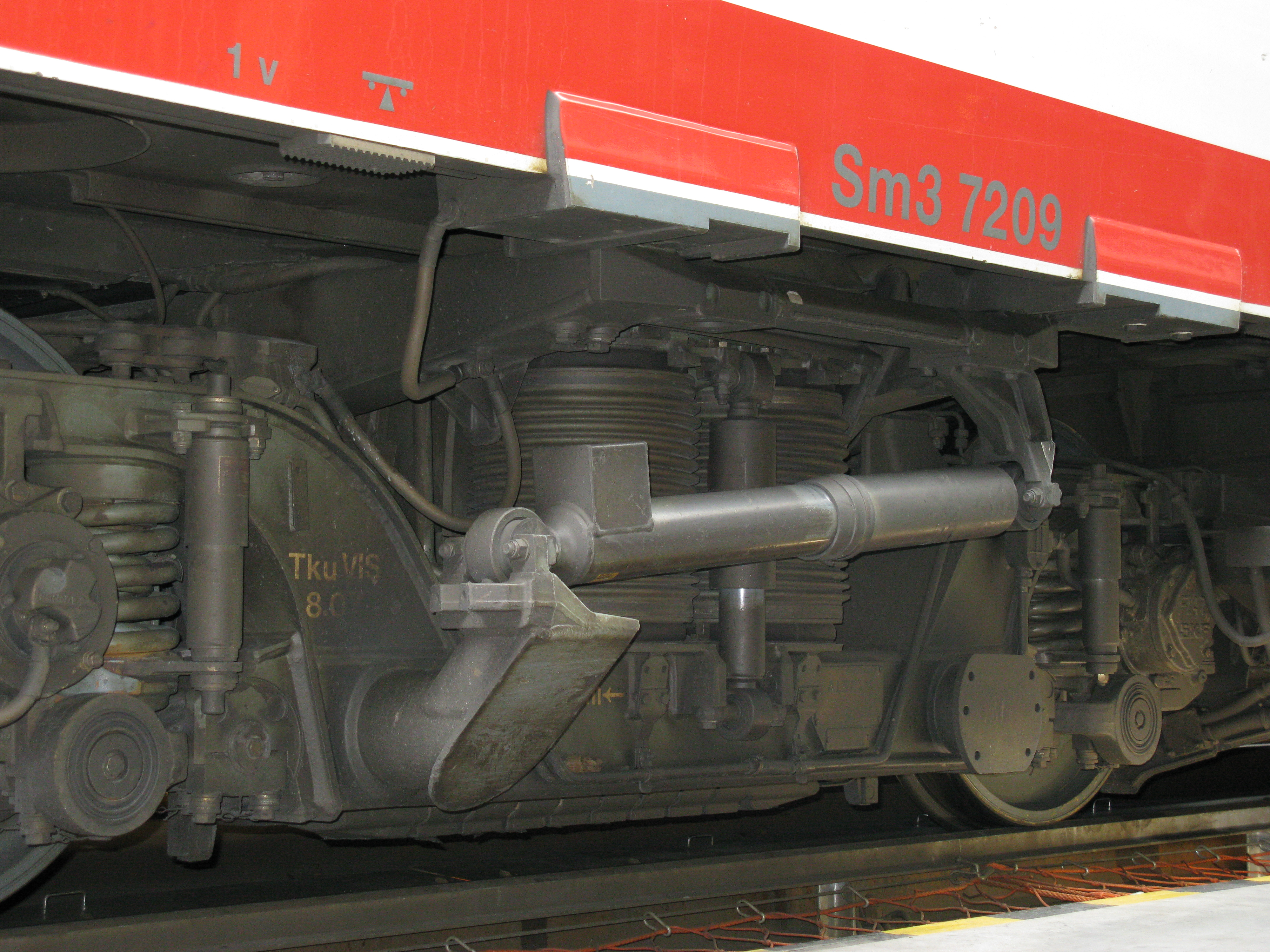
Boje basculante de un coche de un tren pendular. Este boje está formado por un carro con cuatro ruedas (dos a cada lado y un pivote central que absorbe el desplazamiento del centro de gravedad hacia un lado o el otro según la inclinación producida por el peralte en una curva.

Como sucede con el péndulo de un reloj el mecanismo se suspende en la parte superior y la oscilación se produce en la parte inferior (en un metrónomo la oscilación es superior). En el caso del péndulo del reloj, el movimiento oscilatorio del péndulo regula el movimiento del reloj: si se adelanta con respecto a un reloj bien graduado, simplemente subimos ligeramente la altura del péndulo porque entonces la oscilación tardará más al tener que recorrer una distancia mayor. En el caso del tren pendular, las ruedas colocadas en uno de los bojes de cada coche (cuatro ruedas de las que se ven las dos de un lado en la imagen) forman los puntos de apoyo de la especie de carro que conforma el boje, el cual tiene un pivote central con el fin de lograr que las cuatro ruedas se adapten independientemente al trazado de la vía. Cada boje sostiene el coche a través de un sistema de suspensión que llega hasta la parte superior del mismo y aquí se sostiene el tren mediante un eje fijo que está unido al sistema del otro lado. Tenemos así una estructura rectangular que está fijamente sujeta en la parte superior pero que en la parte inferior se desplaza ligeramente (hasta 8º) hacia un lado u otro para compensar las fuerzas laterales debidas a la fuerza centrífuga ocasionada por el peralte de las curvas. Como es lógico, en los peraltes de las vías, la columna de suspensión del lado exterior del peralte inclinará al coche hacia el lado interno de la curva, mientras que el propio peso del coche inclinará el centro de gravedad también hacia el lado interno de la curva, pero como el sistema oscilatorio o pendular inferior desplaza el centro de gravedad hacia el centro de la curva, la fuerza centrífuga que se produce en la curva es mucho menor, por lo que la velocidad en la misma puede ser muy superior a los trenes normales y para los pasajeros el viaje resulta mucho más confortable.

## Talgo pendular

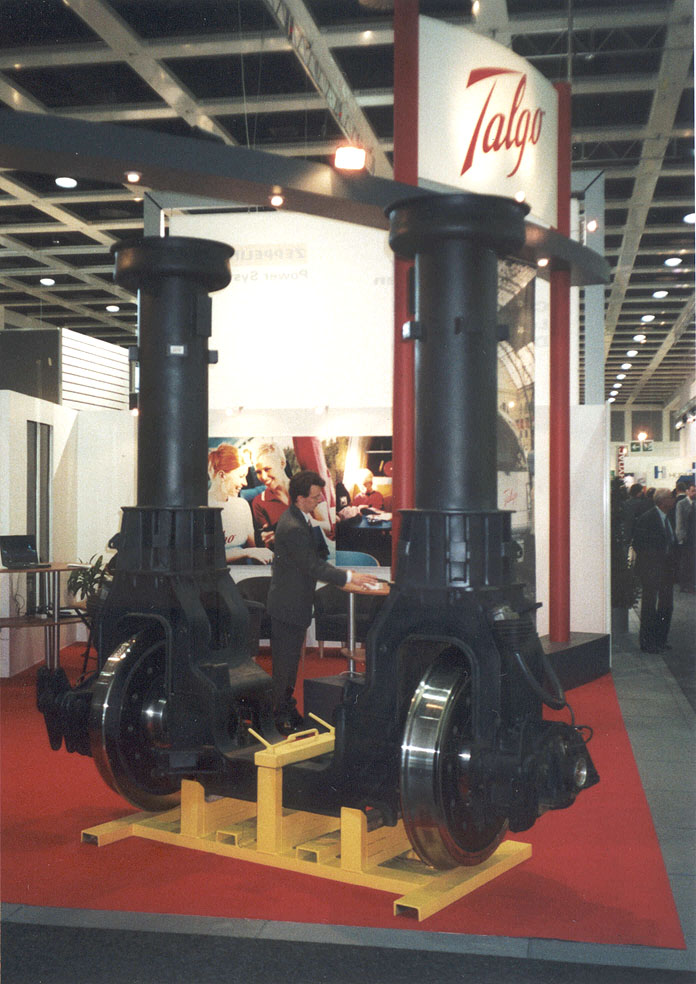
Columnas de suspensión del Talgo pendular. No se muestra el eje que sirve de enlace en la parte superior de dichas columnas.

En el Talgo pendular se combinan los mecanismos técnicos del Talgo (tren articulado ligero) y del Pendolino (tren pendular).
Desde el inicio de los ferrocarriles los coches se hicieron con dos ejes, uno en cada extremo. Esto obliga a que los ejes de dos vagones consecutivos estén muy cerca el uno del otro, ya que si los ejes están demasiado separados es difícil mantener las ruedas encarriladas en las curvas. Esta proximidad entre el eje final de un coche y el inicial del coche siguiente es el responsable del traqueteo típico del tren: se oye el paso de las ruedas dobles sobre las juntas de dilatación de los carriles y un instante después se oye el mismo "golpe" de las ruedas del coche siguiente. Para solucionar esto se colocaron los ejes por pares en carretones giratorios denominados bojes, que permitían a los coches tener mucha mayor longitud colocando un boje en cada extremo en lugar de un eje. Aumenta así el traqueteo (cuatro golpes en lugar de dos) pero disminuye el impacto al repartirse entre los cuatro ejes en los dos bojes.
La solución original de Talgo consiste en hacer los coches cortos y situar los ejes entre cada dos coches, uniendo los rodales consecutivos mediante unas barras triangulares. Al entrar en una curva, el movimiento de giro se transmite a través de las barras triangulares haciendo que los ejes se sitúen de forma mecánica perpendicularmente al carril. La necesidad de alinear las ruedas obligan en inicio a utilizar un sistema de guiado del primer rodal en la locomotora, que posteriormente fue resuelto en la propia rama para poder ser utilizado por cualquier locomotora.
Esta situación perpendicular de las ruedas aumenta la estabilidad y evita la posibilidad de que su pestaña ataque directamente al carril, reduciendo la agresión en la vía. La no necesidad de bojes permite hacer cajas de una altura muy inferior, por lo que el centro de gravedad se sitúa más cerca de la vía, aumentando aún más la estabilidad. Además, la menor sección hace al tren más ligero, lo que permite alcanzar mayor velocidad con la misma potencia de la locomotora. Esta característica fue acrecentada mediante la construcción en aleaciones ligeras. Por último, la especial disposición de los rodales ha permitido que sea más sencilla la aplicación de tecnologías como la rodadura desplazable o la suspensión pendular.
Las características anteriores permiten mejorar la seguridad, el confort de los viajeros, los tiempos de recorrido y la eficiencia operativa y económica de la explotación.
A esta solución introducida en el Talgo se añadió el diseño pendular, con lo que se logró una mejora sustancial en cuanto a confort y velocidad que ha sido adoptada en muchos países. En el caso del Talgo pendular se tiene un eje de dos ruedas en un extremo de cada coche que se articula con el coche siguiente. Dicho tren tiene dos locomotoras, una en cada extremo que, obviamente, tienen dos ejes

## Otras versiones

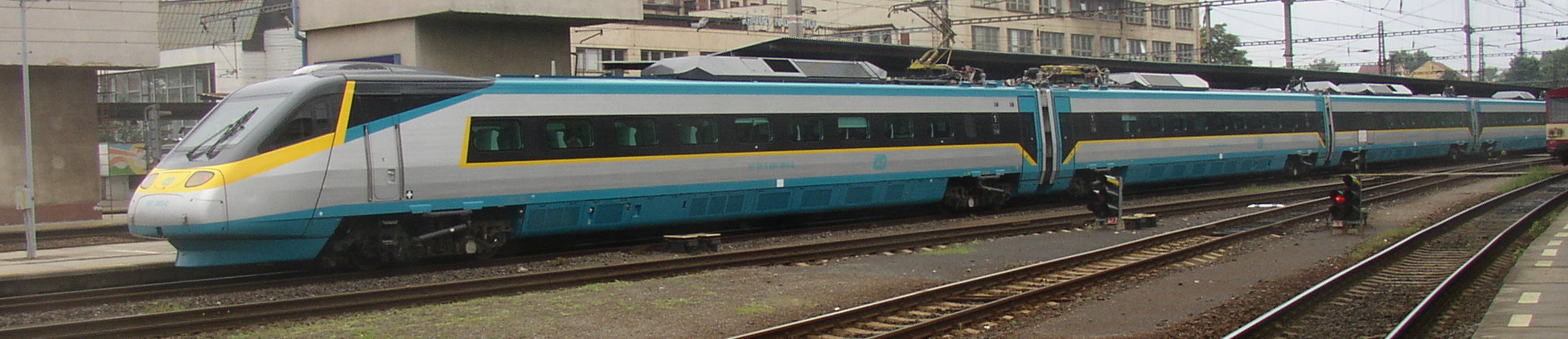
El CDT checo 680 Pendolino, en Kralupy nad Vltavou.

La tecnología Pendolino fue utilizada también para otros trenes como:
- El CDT 680 de la República Checa.
- El ETR 490 “Alaris” de España.
- El ETR 460 “Alfa Pendular" de Portugal (inicialmente denominado “CP Pendoluso”).
- El ETR 310 de Eslovenia.
- El “Virgin 390” de Inglaterra.

Los Pendolinos de Trenitalia se diferencian de los otros por su mayor potencia instalada de 5880 kW, contra los 2000 kW de los “Virgin 390” y los “ETR 310” o los 4000 kW de los “CDT 680”, y por su centro de gravedad más bajo adaptado a las típicas líneas italianas.

## Nuevos Pendolinos

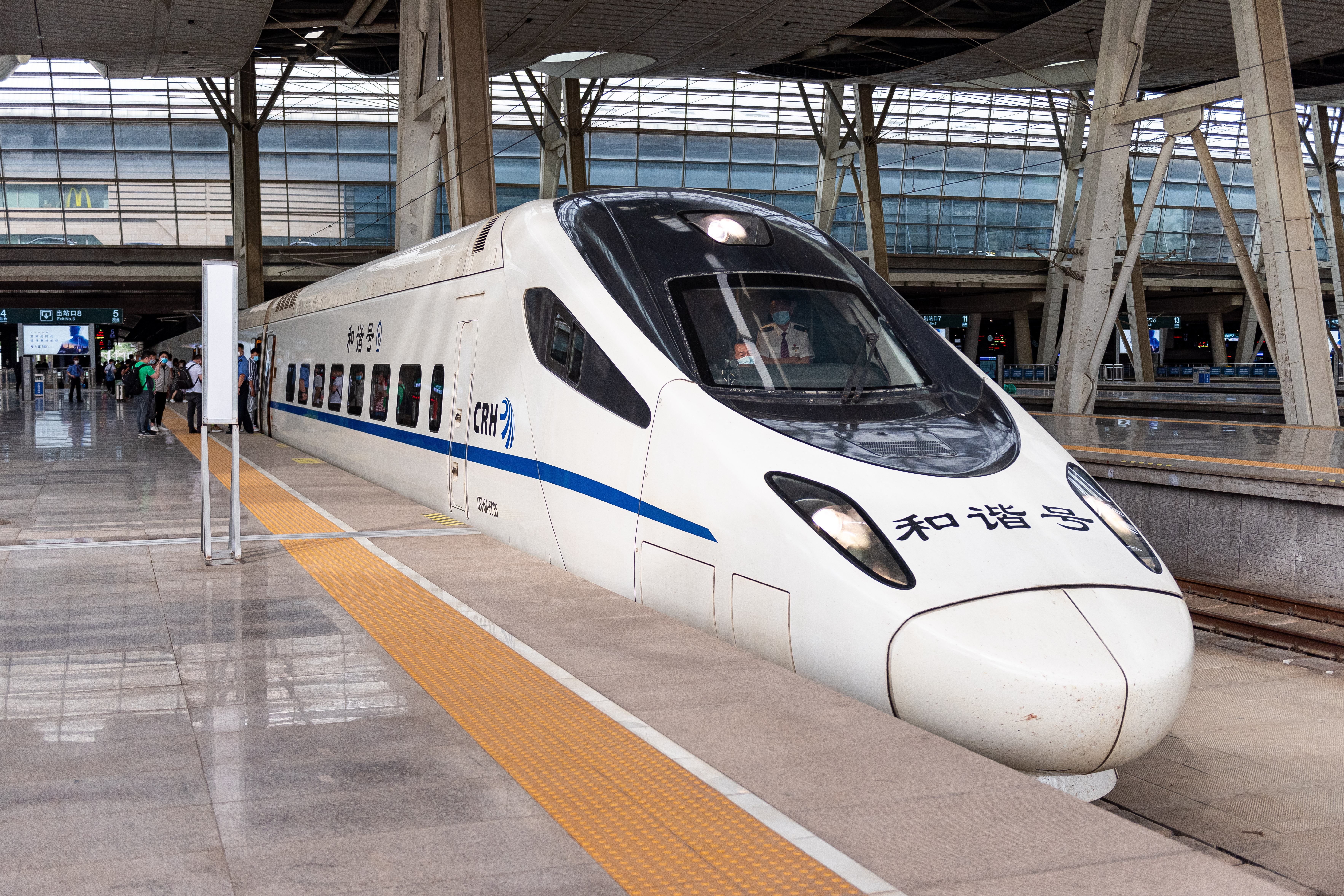
Versión china de esta generación de pendolinos.

La cuarta generación de Pendolinos de Alstom está formada por los siguientes trenes: 
- ETR 600-610 (Italia) / RABe 503 (Suiza): El tren operaba en rutas internacionales de Suiza a Italia bajo la marca Cisalpino. Actualmente Trenitalia y SBB CFF FFS, se repartieron las unidades para seguir prestando el servicio.

- ED250 (Polonia): encargados por PKP, sus 20 unidades realizan los servicios de alta velocidad en Polonia, carecen mecanismo de inclinación, lo que los excluye de la principal ventaja de tomar curvas más rápido. Operan comercialmente a 200 km/h.

- Avant S-114 (España): El Avant S-114 de Renfe es una variante de cuatro autos del diseño del Nuevo Pendolino y, al igual que la versión polaca, no está equipada con mecanismos de inclinación. Realizan servicios de media distancia a alta velocidad.

- CRH5A (China): China Railway High-speed (CRH) compró tecnologías de Alstom para ensamblar 60 juegos de trenes de alta velocidad, que se han denominado CRH5A. Los CRH5A son trenes que no se inclinan. Se encargaron 50 juegos adicionales en 2009 y 2010 para completar la flota actual que opera en las líneas del norte y este de China.

- ETR 675 (Italia): El nuevo Pendolino EVO ETR 675 de NTV forma parte de la familia Avelia de Alstom, que también incluye otros convoyes distribuidos en diferentes países de Europa. No está equipado con actitud variable. Sin embargo, el nombre Pendolino permanece evidentemente como una marca para trenes que se pueden estructurar tanto con oscilación como sin ella.[3]

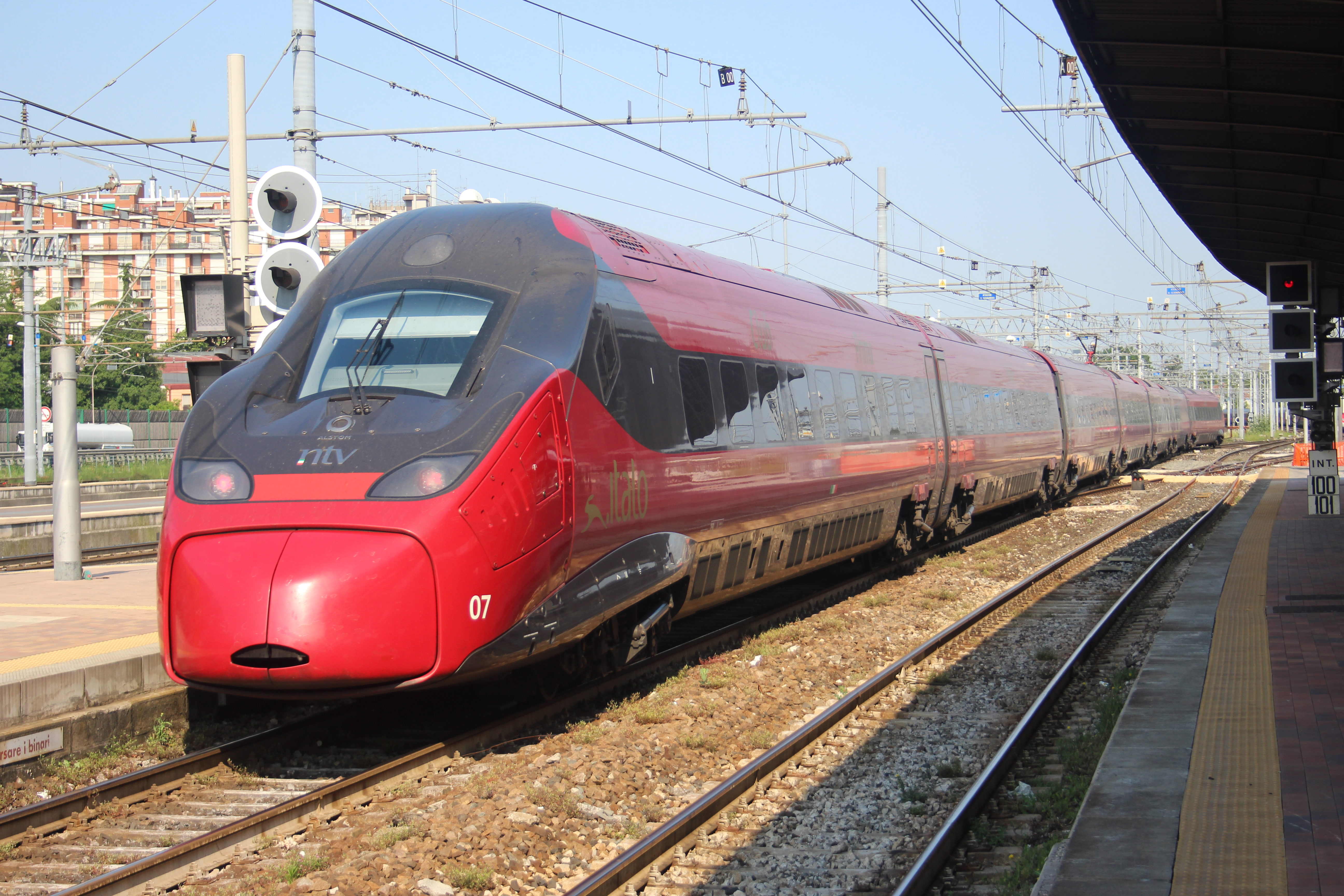
Pendolino EVO ETR 675, modelo Avelia de NTV.

## Ventajas respecto a los trenes convencionales

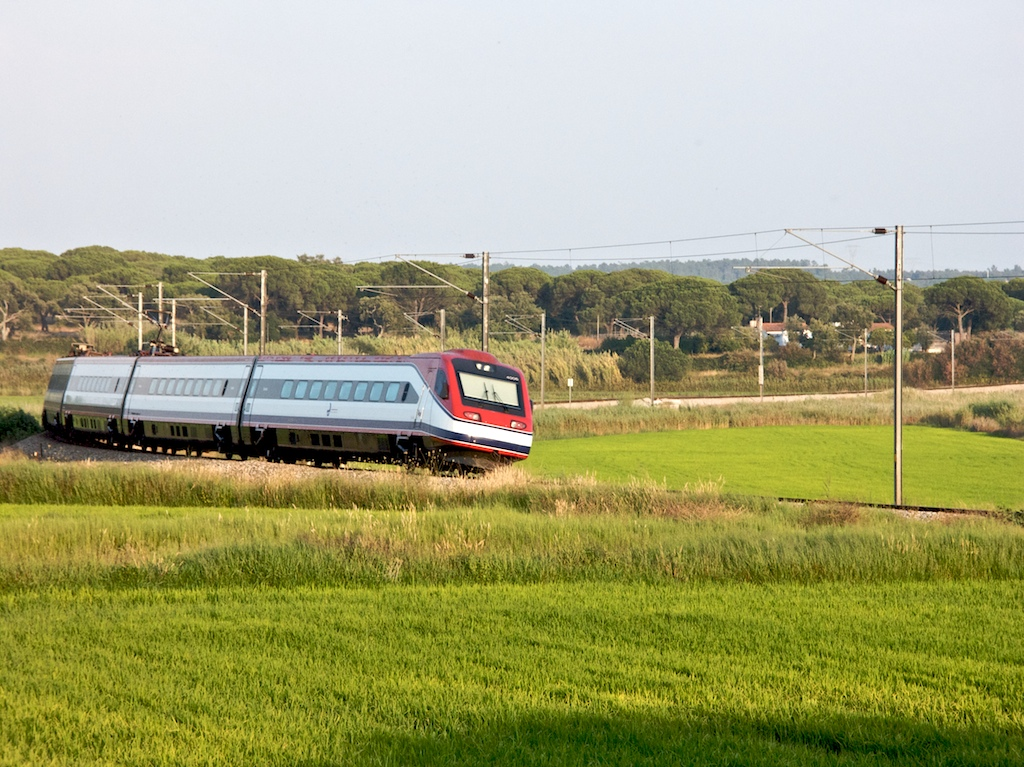
Alfa pendular (Portugal) tomando una curva pronunciada a gran velocidad

- Elevado confort de marcha en virtud de la reducción de la aceleración transversal sobre los pasajeros, de la insonorización y de la presurización de los coches.
- Menor necesidad de líneas nuevas, debido a que los Pendolino pueden circular a alta velocidad sin necesidad de utilizar líneas exclusivas.
- Seguridad; los sistemas de seguridad están duplicados en cada coche, lo que reduce la posibilidad de averías.
- Confort: minimización del efecto de Coriolis, al eliminar el efecto de la inclinación de las unidades del tren hacia la izquierda en el hemisferio norte debido al movimiento de rotación terrestre. El mayor desgaste de las vías y ruedas del lado izquierdo de los ferrocarriles en el hemisferio norte queda subsanado con el tren pendular, que inclina el centro de gravedad ligeramente a la izquierda como una respuesta compensatoria al efecto de Coriolis.

## El efecto de Coriolis y los trenes de alta velocidad
Como el artículo sobre el efecto de Coriolis no está muy claro en los aspectos detallados de su funcionamiento en el mundo natural y en la respuesta tecnológica a dichos aspectos, se hace necesario explicar con algo más de detenimiento el caso de las implicaciones del efecto Coriolis acerca del movimiento de los trenes sobre las vías del ferrocarril.
Se sabe desde la época inicial del ferrocarril en el siglo XIX que los carriles de la izquierda en las vías presentan un desgaste mayor que los carriles de la derecha. Esto es válido para el hemisferio norte, mientras que en el hemisferio sur son los carriles de la derecha los que sufren un deterioro mayor y más rápido. El responsable de esta diferencia es el efecto de Coriolis que es un efecto del movimiento de rotación terrestre. Su nombre responde al hecho de que fue descrito en 1836 por el científico francés Gaspard-Gustave Coriolis. Se hace referencia en el artículo sobre el efecto de Coriolis en un plano en rotación (como el de un tocadiscos o CD) y al desplazamiento de un objeto moviéndose sobre dicho disco. Esta idea sirve para tener un concepto elemental de la desviación sufrida por el objeto, pero el movimiento de un objeto (como un tren) sobre un esferoide en rotación (la Tierra) es mucho más complejo porque no se trata de una superficie plana que gira en torno al eje donde se inserta el disco, sino de un objeto tridimensional con una trayectoria curva sobre la superficie del cuerpo esférico de nuestro planeta. 
Supongamos por un momento que vamos en un tren sobre una vía recta de norte a sur, en el hemisferio norte. Tendremos el este a la izquierda y el oeste a la derecha. Como el movimiento de rotación terrestre se ejerce de oeste a este, el suelo donde se encuentra la vía se desplazará de oeste a este a una gran velocidad aunque resulta imperceptible para el observador porque toda la superficie terrestre, incluyendo los trenes y las vías, se desplazan a dicha velocidad (más de 1600 km/h cerca del ecuador). Así, el empuje lateral del movimiento de rotación de oeste a este, es decir, de derecha a izquierda empuja al tren hacia la izquierda, pero como la vía es recta, ese empuje lo recibirá el carril de la izquierda que es el que detiene dicho movimiento. Por otra parte, el empuje es mayor en la parte superior de los coches que no están sujetos a la superficie terrestre; por lo tanto, dicho empuje inclinará ligeramente al coche hacia la izquierda, con lo que también es el carril izquierdo el que sufrirá un mayor desgaste al soportar un peso mayor por estar el centro de gravedad del coche algo desplazado hacia dicho lado. Aunque no siempre es posible experimentarla, esta tendencia natural a inclinarse un coche de ferrocarril a la izquierda en el hemisferio norte, se puede notar en la especie de rectificación en la dirección, equivalente a un pequeño bandazo desde la izquierda cada cierto tiempo en un trecho recto de la vía, producido por la acumulación del efecto Coriolis.Y también en sentido inverso, de sur a norte (siempre en el hemisferio norte), los carriles que sufren un desgaste mayor son los de la izquierda. En este caso, el carril de la izquierda es el que empuja a las ruedas del lado izquierdo hacia el este con lo que sufren un mayor desgaste y como ese empuje se hace en la vía, el techo del coche sufrirá un pequeño desplazamiento o inclinación hacia la izquierda, desplazándose ligeramente hacia la izquierda del centro geométrico de la vía. 
Sin embargo, el efecto Coriolis, siendo lineal en la velocidad, cambia de signo cuando cambia el sentido de recorrido de la vía. Se puede decir que la componente horizontal de la fuerza de Coriolis se dirige siempre a la derecha de la velocidad del tren en el hemisferio norte y perpendicular a ella, luego cambia de signo si el tren es de ida o de vuelta. Si hay tantos trenes de ida como de vuelta, la erosión en ambos carriles (derecho e izquierdo) sería la misma.
En resumen, todas las vías de ferrocarril en la superficie terrestre son curvas, no sólo en sentido vertical (una vía siempre es un arco de circunferencia, ya que una cuerda, que sí fuese recta, tendría que ser subterránea) sino también en sentido horizontal a no ser, claro está, que la línea ecuatorial pasara por el centro de la vía, lo que anularía el efecto Coriolis. Pero basta que nos alejemos muy poco del ecuador para que la vía, aunque se vea como recta, es decir, dos líneas rectas paralelas entre sí, se convierta en una curva: el carril más próximo al ecuador terrestre siempre será más largo que el más próximo al Polo respectivo. 
El péndulo de Foucault también ayuda a visualizar el efecto de Coriolis. La base de este péndulo es circular, colocándose unos pines en la circunferencia que bordea dicho círculo. Al ponerse en movimiento el péndulo (digamos de norte a sur), va tumbando los pines siempre hacia la izquierda, tanto cuando va hacia el sur como cuando va hacia el norte. Obviamente, este péndulo tirará todos los pines en medio día porque la circunferencia donde se encuentran los pines dará dos vueltas cada día (suponiendo que la inercia del péndulo durase tanto): una vuelta de la Tierra alrededor de su eje y otra del propio círculo del péndulo.